# Petrus Federici
Pietro Federici ou Petrus Federici (1571–1613) foi um prelado católico romano que serviu como bispo de Vulturara e Montecorvino (1609–1613).

## Biografia
Petrus Federici nasceu em 1571 em Florença, na Itália. No dia 31 de agosto de 1609, foi nomeado durante o papado de Paulo V como Bispo de Vulturara e Montecorvino. A 8 de setembro de 1609 foi consagrado bispo por Pompeio Arrigoni, arcebispo de Benevento. Serviu como Bispo de Vulturara e Montecorvino até à sua morte em 1613.